# 15215 Lachlanmaclean
15215 Lachlanmaclean eller 1981 EH13 är en asteroid i huvudbältet som upptäcktes den 1 mars 1981 av den amerikanska astronomen Schelte J. Bus vid Siding Spring-observatoriet. Den är uppkallad efter Sir Lachlan Maclean.